# 마데이라섬
마데이라섬(포르투갈어: Ilha da Madeira)은 포르투갈령 마데이라 제도의 섬 중 하나이다. 면적은 740.7km2, 인구는 2011년 기준으로 262,456명이다.

## 같이 보기
- 마데이라 제도